# めちゃくちゃに泣いてしまいたい
「めちゃくちゃに泣いてしまいたい」（めちゃくちゃにないてしまいたい）は工藤静香の通算15枚目のシングル。1992年1月29日にポニーキャニオンから発売された。

## 概要
表題曲「めちゃくちゃに泣いてしまいたい」で『第43回NHK紅白歌合戦』に出場した（通算5回目）。1993年に香港でコンサートを行った際、7曲目にこの曲を歌ったが、その時工藤は会場内の現地人が一緒に合唱してくれていることに感動して泣いてしまった。
これまでに『Best of Ballade "Empathy"』、『Best of Ballade カレント』という2枚のバラード・ベストアルバムが発売されているが、唯一この曲が両方に収録されている。2007年8月29日発売の20周年記念アルバム『Shizuka Kudo 20th Anniversary the Best』にはシングル・バージョンのほか、「めちゃくちゃに泣いてしまいたい（2007 jazz version）」というセルフカバーが収録されている。
2007年5月23日に放送されたNHKの音楽番組『SONGS』ではフルコーラスで歌われた。また、2007年8月31日に東京・SHIBUYA-AXで行われたソロデビュー20周年記念コンサート『Shizuka Kudo 20th Anniversary the Best』では、会場に来ていた明石家さんまが大好きな曲ということで即興で披露された。
カップリング曲の「流星」は工藤自身が作詞を手掛けている。

## 収録曲
1. めちゃくちゃに泣いてしまいたい（5分01秒）　
  - 作詞：松井五郎 / 作曲：後藤次利 / 編曲：後藤次利・門倉聡
2. 流星（5分07秒）　
  - 作詞：愛絵理 / 作曲・編曲：後藤次利
3. めちゃくちゃに泣いてしまいたい（less vocal）

## 収録アルバム
- めちゃくちゃに泣いてしまいたい
  - Trinity（7th アルバム）
  - Best of Ballade "Empathy"
  - Super Best
  - Best of Ballade カレント
  - ミレニアム・ベスト
  - Shizuka Kudo 20th Anniversary the Best
- めちゃくちゃに泣いてしまいたい （2007 jazz version）
  - Shizuka Kudo 20th Anniversary the Best
- 流星
  - 20th Anniversary B-side collection

## カバー作品
めちゃくちゃに泣いてしまいたい
- 柴咲コウ - 2015年6月17日、カバーアルバム『こううたう』リリース。
- 谷山紀章 - 2017年12月20日、トリビュート・アルバム『Shizuka Kudo Tribute』リリース[1] 。